# مهدی القلاف
مهدی القلاف (انگلیسی: Mahdi Al-Qallaf؛ زادهٔ ۸ ژوئیه ۱۹۸۴) بازیکن هندبال اهل کویت است.